# دائرة ديسالين

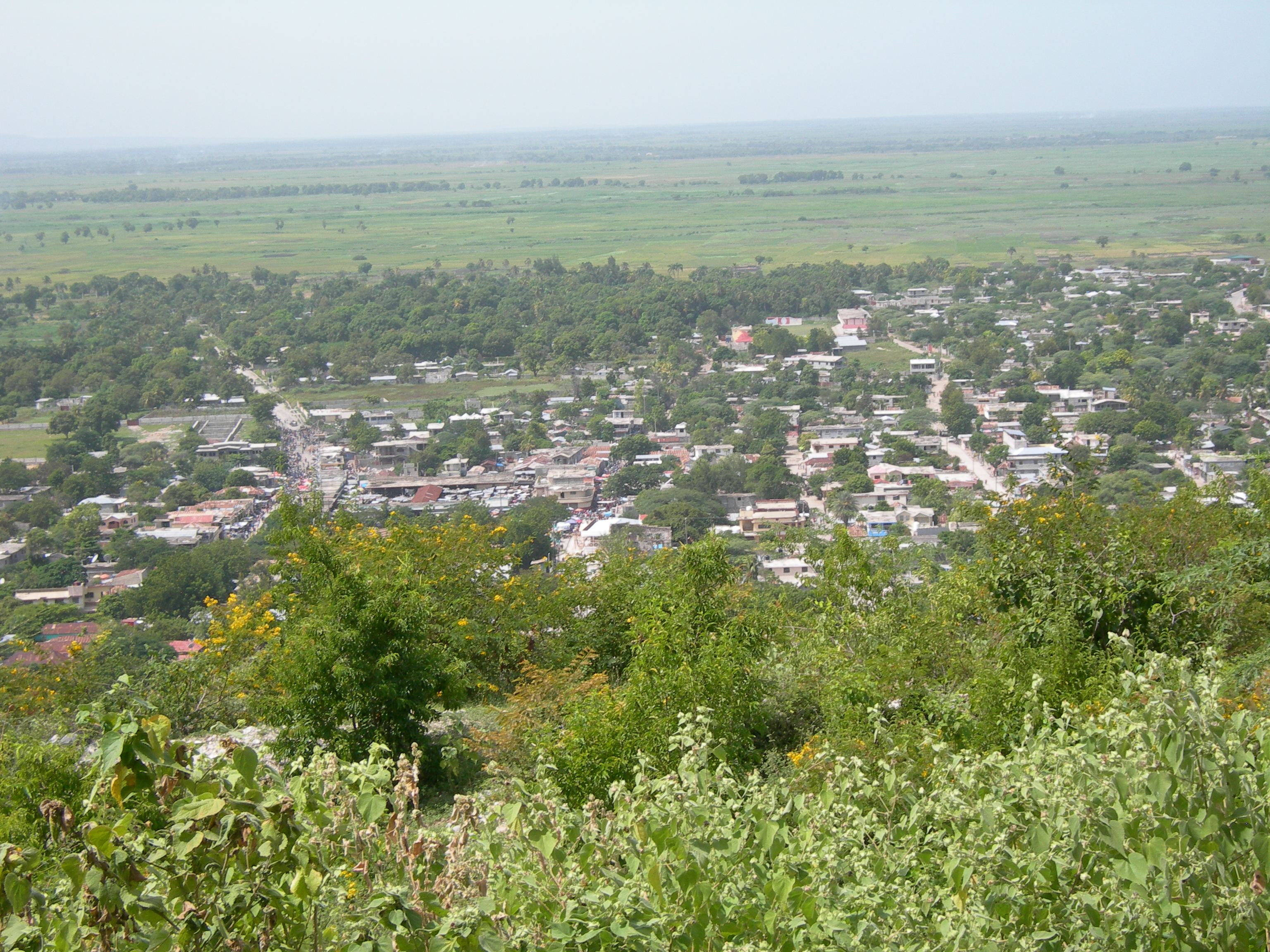

دائرة ديسالين (Dessalines Arrondissement) هي إحدى الدوائر الخمس في إدارة أرتيبونيت في هايتي. تتبعها أربعة بلديات. تم تسميتها بهذا الاسم بعد الثورة في هايتي التي قادها جان جاك ديسالين